# Saison 1 d'Euphoria
Chronologie
Saison 2
Cet article présente le guide des épisodes de la première saison de la série télévisée américaine Euphoria.

## Synopsis
Après un séjour dans un centre de désintoxication, Rue Bennett fait son retour au lycée. Le jour de la rentrée, elle fait la rencontre de Jules, une jeune femme trans, avec qui elle commence à tisser des liens très forts.
Les deux jeunes femmes, ainsi que leurs camarades de classes et amis, évoluent dans un univers où la jeunesse n'a presque plus de tabou : les relations amoureuses se défont aussi vite qu'elle se font, les réseaux sociaux sont omniprésents, les névroses et secrets de chacun sont exposés aux yeux de tous et la drogue est facile d'accès.

## Diffusion
- Aux États-Unis, la saison a été diffusée entre le 16 juin 2019 et le 4 août 2019 sur HBO.
- Au Canada, elle a été diffusée en simultané sur HBO Canada.
- En France, elle a été diffusée entre le 17 juin 2019 et le 5 août 2019 sur OCS City.
- Au Québec, elle a été diffusée entre le 8 juillet 2019 et le 26 août 2019 sur Super Écran.
- En Belgique et au Luxembourg, elle a été diffusée entre le 8 août 2019 et le 26 septembre 2019 sur BeTV.
- En Suisse, elle a été diffusée entre le 25 novembre 2019 et le 13 janvier 2020 sur RTS Un.

## Distribution

### Acteurs principaux
- Zendaya (VF : Victoria Grosbois) : Rue Bennett
- Maude Apatow (VF : Noémie Bianco) : Lexi Howard
- Angus Cloud (VF : Stanislas Forlani) : Fezco
- Eric Dane (VF : Renaud Marx) : Cal Jacobs
- Alexa Demie (VF : Aurélie Konaté) : Madeleine « Maddy » Perez
- Jacob Elordi (VF : Jim Redler) : Nathaniel « Nate » Jacobs
- Barbie Ferreira (VF : Alice Orsat) : Katherine « Kat » Hernandez
- Nika King (VF : Isabelle Andrade) : Leslie Bennett
- Storm Reid (VF : Maud Vincent) : Gia Bennett
- Hunter Schafer (VF : Audrey Sourdive) : Jules Vaughn
- Algee Smith (VF : Elias Changuel) : Christopher « Chris » McKay
- Sydney Sweeney (VF : Elsa Davoine) : Cassie Howard

### Acteurs récurrents
- Austin Abrams (VF : Thierry d'Armor) : Ethan Daley
- Keean Johnson (VF : Tommy Lefort) : Daniel
- Javon Walton (VF : Cédric Lemaire) : Ashtray
- John Ales (VF : Eric Marchal) : David Vaughn
- Alanna Ubach (VF : Armelle Gallaud) : Suze Howard
- Paula Marshall (VF : Patricia Spehar) : Marsha Jacobs
- Sophia Rose Wilson : BB
- Colman Domingo (VF : Rody Benghezala) : Ali
- Lukas Gage (VF : Romain Altché) : Tyler Clarkson
- Tyler Timmons (VF : Mike Fédée) : Troy McKay
- Tristian Timmons (VF : Mike Fédée) : Roy McKay

## Épisodes

### Épisode 1:Pilote
- États-Unis /  Canada : 16 juin 2019 sur HBO / HBO Canada
- France : 17 juin 2019 sur OCS City
- Québec : 8 juillet 2019 sur Super Écran
- Belgique /  Luxembourg : 8 août 2019 sur BeTV
- Suisse : 25 novembre 2019 sur RTS Un

- États-Unis : 577 000 téléspectateurs[1] (première diffusion)

### Épisode 2:Comme Papa
- États-Unis /  Canada : 23 juin 2019 sur HBO / HBO Canada
- France : 24 juin 2019 sur OCS City
- Québec : 15 juillet 2019 sur Super Écran
- Belgique /  Luxembourg : 15 août 2019 sur BeTV
- Suisse : 2 décembre 2019 sur RTS Un

- États-Unis : 574 000 téléspectateurs[1] (première diffusion)

### Épisode 3:Célèbre inconnue
- États-Unis /  Canada : 30 juin 2019 sur HBO / HBO Canada
- France : 1er juillet 2019 sur OCS City
- Québec : 22 juillet 2019 sur Super Écran
- Belgique /  Luxembourg : 22 août 2019 sur BeTV
- Suisse : 9 décembre 2019 sur RTS Un

- États-Unis : 493 000 téléspectateurs[1] (première diffusion)

### Épisode 4:Shook One Pt. II
Shook One Pt. Coucou sur HBO / HBO Canada
- France : 8 juillet 2019 sur OCS City
- Québec : 29 juillet 2019 sur Super Écran
- Belgique /  Luxembourg : 29 août 2019 sur BeTV
- Suisse : 16 décembre 2019 sur RTS Un

- États-Unis : 609 000 téléspectateurs[1] (première diffusion)

### Épisode 5:Bonnie and Clyde
- États-Unis /  Canada : 14 juillet 2019 sur HBO / HBO Canada
- France : 15 juillet 2019 sur OCS City
- Québec : 5 août 2019 sur Super Écran
- Belgique /  Luxembourg : 5 septembre 2019 sur BeTV
- Suisse : 23 décembre 2019 sur RTS Un

- États-Unis : 579 000 téléspectateurs[1] (première diffusion)

### Épisode 6:The Next Episode
- États-Unis /  Canada : 21 juillet 2019 sur HBO / HBO Canada
- France : 22 juillet 2019 sur OCS City
- Québec : 12 août 2019 sur Super Écran
- Belgique /  Luxembourg : 12 septembre 2019 sur BeTV
- Suisse : 30 décembre 2019 sur RTS Un

- États-Unis : 569 000 téléspectateurs[1] (première diffusion)

### Épisode 7:Les Tribulations d'une dépressive qui essaie de pisser
- États-Unis /  Canada : 28 juillet 2019 sur HBO / HBO Canada
- France : 29 juillet 2019 sur OCS City
- Québec : 19 août 2019 sur Super Écran
- Belgique /  Luxembourg : 19 septembre 2019 sur BeTV
- Suisse : 6 janvier 2020 sur RTS Un

- États-Unis : 549 000 téléspectateurs[1] (première diffusion)

### Épisode 8:Répands du sel derrière toi
- États-Unis /  Canada : 4 août 2019 sur HBO / HBO Canada
- France : 5 août 2019 sur OCS City
- Québec : 26 août 2019 sur Super Écran
- Belgique /  Luxembourg : 26 septembre 2019 sur BeTV
- Suisse : 13 janvier 2020 sur RTS Un

- États-Unis : 530 000 téléspectateurs[1] (première diffusion)